# Aurélie Alcindor
Marie Aurélie Carinne Alcindor (* 20. März 1994 in Saint-Pierre) ist eine ehemalige mauritische Leichtathletin, die sich auf den Sprint spezialisiert hat.

## Sportliche Laufbahn
Erste Erfahrungen bei internationalen Meisterschaften sammelte Aurélie Alcindor im Jahr 2011, als sie bei den Juniorenafrikameisterschaften in Gaborone mit 26,23 s im Halbfinale im 200-Meter-Lauf ausschied und über 400 Meter mit 60,15 s nicht über den Vorlauf hinauskam. Anschließend schied er bei den Commonwealth Youth Games in Douglas mit 59,71 s im Semifinale im 400-Meter-Lauf aus und kam über 200 Meter mit 25,60 s nicht über den Vorlauf hinaus. 2013 kam sie bei den Juniorenafrikameisterschaften in Réduit in der Vorrunde über 400 Meter nicht ins Ziel und wurde mit der mauritischen 4-mal-100-Meter-Staffel disqualifiziert und belegte mit der 4-mal-400-Meter-Staffel in 4:01,1 min den vierten Platz. Anschließend belegte sie bei den Spielen der Frankophonie in Nizza in 46,55 s den sechsten Platz in der 4-mal-100-Meter-Staffel. Im Jahr darauf schied sie bei den Commonwealth Games in Glasgow mit 57,39 s im Vorlauf über 400 Meter aus und 2015 kam sie bei den Afrikaspielen in Brazzaville mit 24,98 s nicht über den Vorlauf über 200 Meter hinaus und belegte mit der Staffel in 46,21 s den siebten Platz. 2016 schied sie bei den Afrikameisterschaften in Durban mit 24,23 s im Halbfinale über 200 Meter aus und kam über 400 Meter mit 54,93 s nicht über den Vorlauf hinaus. Anschließend nahm sie dank einer Wildcard über 200 Meter an den Olympischen Sommerspielen in Rio de Janeiro teil und schied dort mit 24,55 s in der ersten Runde aus. Im Jahr darauf schied sie bei den Spielen der Frankophonie in Abidjan mit 25,25 s und 57,16 s jeweils in der ersten Runde über 100 und 200 Meter aus und beendete daraufhin ihre aktive sportliche Karriere im Alter von 23 Jahren.

## Persönliche Bestleistungen
- 200 Meter: 24,23 s (+0,8 m/s), 25. Juni 2016 in Durban
- 400 Meter: 54,93 s, 22. Juni 2016 in Durban